# کارساووران (توفان بی‌لی)
کارساووران (به ترکی استانبولی: Karsavuran) یک منطقهٔ مسکونی در ترکیه است که در توفانبیلی واقع شده‌است.